# San Pietro Avellana
San Pietro Avellana község (comune) Olaszország Molise régiójában, Isernia megyében.

## Fekvése
A megye északi részén fekszik, a Rio folyó völgyében. Határai: Ateleta, Capracotta, Castel del Giudice, Castel di Sangro és  Vastogirardi.

## Története
A 10. században alapították egy bencés apátság szomszédságában. Valószínűleg az ókori Volana, a szamniszok egyik városa helyén épült.

## Népessége
A népesség számának alakulása:

## Főbb látnivalói
- S.S. Apostoli Pietro e Paolo-templom, amelyben Szent Amicus ereklyéit őrzik
- Sant’Amico-templom